# Yu Lin Tu
Yu Lin Tu (romanización de 屠玉麟) ( 1941) es un profesor, y botánico chino, que ha trabajado extensamente en el "Instituto de Botánica", de la Academia China de las Ciencias. Y actividades académicas en la Universidad Normal de Guizhou Archivado el 9 de febrero de 2015 en Wayback Machine., especialista en la taxonomía de Pinaceae.
Ha publicado, entre otras, en Acta Phytotaxonomica Sinica.
- La abreviatura «Y.L.Tu» se emplea para indicar a Yu Lin Tu como autoridad en la descripción y clasificación científica de los vegetales.[4]